# Regiunea Fatick
Regiunea Fatick este o unitate administrativă de gradul I a Senegalului. Reședința sa este orașul Fatick.